# Persone di nome Gordon
| Questa pagina contiene informazioni ricavate automaticamente dalle voci biografiche con l'ausilio del template Bio e di un bot. L'aggiornamento è periodico e automatico e ricostruisce completamente la pagina. Se manca una persona in questa lista, sei pregato di non aggiungerla, ma accertati piuttosto che la sua voce biografica contenga il template Bio e che i dati anagrafici siano correttamente compilati. Se il template Bio manca, inseriscilo tu stesso o, in alternativa, metti l'avviso {{tmp\|Bio}} che ne segnala la mancanza. Se i dati riportati sono sbagliati, correggi direttamente la voce biografica; le modifiche saranno visibili in questa lista entro pochi giorni. Per chiarimenti vedi il progetto antroponimi. La lista contiene solo le 165 persone che sono citate nell'enciclopedia e per le quali è stato implementato correttamente il template Bio. Pagina aggiornata al 16 ott 2024. |

Questa è una lista di persone presenti nell'enciclopedia che hanno il prenome Gordon, suddivise per attività principale.

## Allenatori di calcio(13)
- Gordon Bolland, allenatore di calcio e ex calciatore inglese (Boston, n. 1943)
- Gordon Bradley, allenatore di calcio e calciatore inglese (Easington, n. 1933 - Manassas, † 2008)
- Gordon Clark, allenatore di calcio inglese (n. 1914 - † 1997)
- Gordon Cowans, allenatore di calcio e ex calciatore inglese (West Cornforth, n. 1958)
- Gordon Durie, allenatore di calcio e ex calciatore scozzese (Paisley, n. 1965)
- Gordon Forrest, allenatore di calcio e ex calciatore scozzese (Dunfermline, n. 1977)
- Gordon Igesund, allenatore di calcio e ex calciatore sudafricano (Durban, n. 1956)
- Gordon Jago, allenatore di calcio e ex calciatore inglese (Poplar, n. 1932)
- Gordon Nisbet, allenatore di calcio e ex calciatore inglese (Wallsend, n. 1951)
- Gordon Nutt, allenatore di calcio e calciatore inglese (South Yardley, n. 1932 - Tasmania, † 2014)
- Gordon Strachan, allenatore di calcio e ex calciatore scozzese (Edimburgo, n. 1957)
- Gordon Sweetzer, allenatore di calcio e ex calciatore canadese (Toronto, n. 1957)
- Gordon Wallace, allenatore di calcio e ex calciatore scozzese (Dundee, n. 1943)

## Allenatori di pallacanestro(2)
- Gordon Fuller, allenatore di pallacanestro canadese (Windsor, n. 1894 - Tilbury, † 1968)
- Gordon Herbert, allenatore di pallacanestro e ex cestista canadese (Penticton, n. 1959)

## Allenatori di sci alpino(1)
- Gordon Perry, allenatore di sci alpino e ex sciatore alpino canadese

## Arbitri di calcio(1)
- Gordon Thomas Savage, arbitro di calcio, allenatore di calcio e calciatore inglese (Lenton, n. 1867 - Nottingham, † 1951)

## Architetti(1)
- Gordon Bunshaft, architetto statunitense (Buffalo, n. 1909 - New York, † 1990)

## Artisti(1)
- Gordon Matta-Clark, artista e architetto statunitense (New York, n. 1943 - New York, † 1978)

## Assassini seriali(2)
- Gordon Cummins, assassino seriale britannico (New Earswick, n. 1914 - Londra, † 1942)
- Gordon Northcott, assassino seriale canadese (Saskatchewan, n. 1906 - Carcere di San Quintino, † 1930)

## Astronomi(1)
- Gordon J. Garradd, astronomo australiano (Loomberah, n. 1959)

## Attori(14)
- Gordon Cormier, attore canadese (Vancouver, n. 2009)
- Gordon Griffith, attore statunitense (Chicago, n. 1907 - Hollywood, † 1958)
- Gordon Harker, attore britannico (Londra, n. 1885 - Londra, † 1967)
- Gordon Jackson, attore scozzese (Glasgow, n. 1923 - Londra, † 1990)
- Gordon Jones, attore statunitense (Alden, n. 1912 - Tarzana, † 1963)
- Gorden Kaye, attore britannico (Huddersfield, n. 1941 - Knaresborough, † 2017)
- Gordon Liu, attore e artista marziale cinese (Foshan, n. 1951)
- Gordon Mitchell, attore statunitense (Denver, n. 1923 - Marina del Rey, † 2003)
- Gordon Pinsent, attore, doppiatore e cantante canadese (Grand Falls-Windsor, n. 1930 - Toronto, † 2023)
- Gordon Scott, attore statunitense (Portland, n. 1926 - Baltimora, † 2007)
- Gordon Thomson, attore statunitense (Ottawa, n. 1945)
- Gordon Tipple, attore canadese
- Gordon Tootoosis, attore canadese (Poundmaker Reserve, n. 1941 - Saskatoon, † 2011)
- Gordon Michael Woolvett, attore, regista e sceneggiatore canadese (Hamilton, n. 1970)

## Aviatori(3)
- Gordon Apps, aviatore inglese (Lenham, n. 1899 - Peterborough, † 1931)
- Gordon Gollob, aviatore tedesco (Vienna, n. 1912 - Sulingen, † 1987)
- Gordon Sinclair, aviatore e ufficiale britannico (Eastbourne, n. 1916 - † 2005)

## Avvocati(1)
- Gordon Creighton Strachan, avvocato e politico statunitense (Berkeley, n. 1943)

## Bassisti(1)
- Gordon Haskell, bassista e cantautore britannico (Verwood, n. 1946 - † 2020)

## Biblisti(1)
- Gordon Wenham, biblista e docente britannico (n. 1943)

## Calciatori(20)
- Gordon Astall, calciatore inglese (Horwich, n. 1927 - † 2020)
- Gordon Banks, calciatore inglese (Sheffield, n. 1937 - Stoke-on-Trent, † 2019)
- Gordon Braun, ex calciatore lussemburghese (n. 1977)
- Gordon Davies, ex calciatore inglese (Manchester, n. 1932)
- Gordon Ferry, ex calciatore inglese (Sunderland, n. 1943)
- Gordon Greer, ex calciatore scozzese (Glasgow, n. 1980)
- Gordon Harris, calciatore inglese (Worksop, n. 1940 - Worksop, † 2014)
- Gordon Hill, ex calciatore inglese (Sunbury-on-Thames, n. 1954)
- Gordon Hoare, calciatore inglese (Blackheath, n. 1884 - Putney, † 1973)
- Gordon Hodgson, calciatore e crickettista sudafricano (Johannesburg, n. 1904 - Stoke-on-Trent, † 1951)
- Gordon Hodgson, calciatore inglese (Newcastle upon Tyne, n. 1952 - Peterborough, † 1999)
- Gordon Jones, ex calciatore inglese (Sedgefield, n. 1943)
- Gordon Lee, calciatore e allenatore di calcio inglese (Pye Green, n. 1934 - Lytham St Annes, † 2022)
- Gordon McQueen, calciatore e allenatore di calcio scozzese (Kilwinning, n. 1952 - Hutton Rudby, † 2023)
- Gordon Milne, ex calciatore, allenatore di calcio e dirigente sportivo britannico (Preston, n. 1937)
- Gordon Schildenfeld, ex calciatore croato (Sebenico, n. 1985)
- Gordon Wallace, ex calciatore scozzese (Lanark, n. 1944)
- Gordon Wallace, ex calciatore scozzese (Glasgow, n. 1955)
- Gordon West, calciatore inglese (Barnsley, n. 1943 - Liverpool, † 2012)
- Gordon Wills, calciatore inglese (Wednesbury, n. 1934 - Walsall, † 2018)

## Canottieri(3)
- Gordon Balfour, canottiere canadese (Toronto, n. 1882 - Toronto, † 1949)
- Gordy Giovanelli, canottiere statunitense (Everett, n. 1925 - Escondido, † 2022)
- Gordon Thomson, canottiere britannico (Wandsworth, n. 1884 - † 1953)

## Cantanti(1)
- Gord Bamford, cantante australiano (Traralgon, n. 1995)

## Cantautori(2)
- Gordon Lightfoot, cantautore canadese (Orillia, n. 1938 - Toronto, † 2023)
- Sting, cantautore, polistrumentista e attore britannico (Wallsend, n. 1951)

## Cardinali(1)
- Gordon Joseph Gray, cardinale e arcivescovo cattolico scozzese (Edimburgo, n. 1910 - Edimburgo, † 1993)

## Cestisti(6)
- Gord Aitchison, cestista canadese (North Bay, n. 1909 - Windsor, † 1990)
- Gordon Carpenter, cestista e allenatore di pallacanestro statunitense (Ash Flat, n. 1919 - Lakewood, † 1988)
- Gordon Fester, cestista canadese (n. 1937 - Edmonton, † 2016)
- Gordon Hayward, ex cestista statunitense (Brownsburg, n. 1990)
- Gordon Malone, ex cestista statunitense (New York, n. 1974)
- Gordie McLeod, ex cestista e allenatore di pallacanestro australiano (Wollongong, n. 1956)

## Chirurghi(1)
- Donald Walter Gordon Murray, chirurgo canadese (Stratford, n. 1894 - Toronto, † 1976)

## Ciclisti su strada(2)
- Gordon McCauley, ex ciclista su strada neozelandese (Balclutha, n. 1972)
- Gordon Thomas, ciclista su strada britannico (Shipley, n. 1921 - Peterborough, † 2013)

## Compositori(5)
- Gordon Shi-Wen Chin, compositore e direttore d'orchestra taiwanese (Taiwan, n. 1957)
- Gordon Jacob, compositore inglese (Londra, n. 1895 - Saffron Walden, † 1984)
- Gordon Jenkins, compositore e pianista statunitense (Webster Groves, n. 1910 - Malibù, † 1984)
- Gordon Langford, compositore e arrangiatore inglese (Edgware, n. 1930 - † 2017)
- Gordon Mumma, compositore statunitense (Framingham, n. 1935)

## Cuochi(1)
- Gordon Ramsay, cuoco, personaggio televisivo e imprenditore britannico (Johnstone, n. 1966)

## Designer(1)
- Gordon Buehrig, designer statunitense (Mason City, n. 1904 - Grosse Pointe Woods, † 1990)

## Diplomatici(1)
- Gordon Sondland, diplomatico e imprenditore statunitense (Mercer Island, n. 1957)

## Direttori della fotografia(1)
- Gordon Willis, direttore della fotografia statunitense (New York, n. 1931 - North Falmouth, † 2014)

## Dirigenti sportivi(1)
- Gordon Fraser, dirigente sportivo e ex ciclista su strada canadese (Ottawa, n. 1968)

## Discoboli(1)
- Gordon Dunn, discobolo e pesista statunitense (Portland, n. 1912 - San Francisco, † 1964)

## Economisti(1)
- Gordon Tullock, economista statunitense (Rockford, n. 1922 - Des Moines, † 2014)

## Fantini(1)
- Gordon Richards, fantino inglese (Oakengates, n. 1904 - Kintbury, † 1988)

## Filologi(1)
- Gordon Williams, filologo classico irlandese (Dublino, n. 1926 - New Haven, † 2010)

## Fisici(3)
- Gordon Dobson, fisico britannico (Windermere, n. 1889 - Oxford, † 1976)
- Gordon Gould, fisico statunitense (New York, n. 1920 - New York, † 2005)
- Gordon Shaw, fisico statunitense (Atlantic City, n. 1933 - Laguna Beach, † 2005)

## Generali(3)
- Gordon Holmes MacMillan, generale scozzese (Bangalore, n. 1897 - Renfrewshire, † 1986)
- Gordon Granger, generale statunitense (Joy, n. 1821 - Santa Fe, † 1876)
- Gordon R. Sullivan, generale statunitense (Boston, n. 1937 - † 2024)

## Giocatori di baseball(1)
- Mickey Cochrane, giocatore di baseball e allenatore di baseball statunitense (Bridgewater, n. 1903 - Lake Forest, † 1962)

## Giocatori di football americano(3)
- Gordon Gravelle, ex giocatore di football americano statunitense (Oakland, n. 1949)
- Gordon Jolley, ex giocatore di football americano statunitense (Provo, n. 1949)
- Gordon King, ex giocatore di football americano statunitense (Madison, n. 1956)

## Hockeisti su ghiaccio(6)
- Dwight Carruthers, ex hockeista su ghiaccio canadese (Lashburn, n. 1944)
- Gordy Christian, hockeista su ghiaccio statunitense (Warroad, n. 1927 - Warroad, † 2017)
- Gordie Howe, hockeista su ghiaccio canadese (Floral, n. 1928 - Toledo, † 2016)
- Gord Labossiere, ex hockeista su ghiaccio canadese (Winnipeg, n. 1940)
- Gordon Smith, hockeista su ghiaccio statunitense (Winchester, n. 1908 - Boston, † 1999)
- Gord Williams, ex hockeista su ghiaccio canadese (Saskatoon, n. 1960)

## Illustratori(1)
- Gordon Morison, illustratore statunitense (Indiana, n. 1930 - † 2000)

## Imprenditori(1)
- Gordon Moore, imprenditore e informatico statunitense (San Francisco, n. 1929 - Waimea, † 2023)

## Informatici(3)
- Gordon French, informatico statunitense (n. 1935 - Roseburg, † 2019)
- Gordon Plotkin, informatico scozzese (Glasgow, n. 1946)
- Gordon Rugg, informatico britannico (Perth, n. 1955)

## Ingegneri(2)
- Gordon Coppuck, ingegnere britannico (Fleet, n. 1936)
- Gordon Murray, ingegnere e imprenditore sudafricano (Durban, n. 1946)

## Inventori(1)
- Gordon Ingram, inventore e imprenditore statunitense (Los Angeles, n. 1924 - † 2004)

## Marciatori(1)
- Gordon Goodwin, marciatore britannico (Lambeth, n. 1895 - Leigh, † 1984)

## Militari(2)
- Gordon, militare statunitense
- Gordon Drummond, militare e politico canadese (Québec, n. 1772 - Londra, † 1854)

## Missionari(1)
- Gordon Murphy, missionario statunitense (Chicago, n. 1918 - Patna, † 1972)

## Montatori(1)
- Gordon E. Sawyer, montatore e sceneggiatore statunitense (Santa Barbara, n. 1905 - Santa Barbara, † 1980)

## Musicisti(2)
- Gordon Duncan, musicista britannico (n. 1964 - Pitlochry, † 2005)
- Gordon Gano, musicista statunitense (Milwaukee, n. 1963)

## Neurologi(1)
- Gordon Morgan Holmes, neurologo inglese (Castlebellingham, n. 1876 - Farnham, † 1965)

## Nobili(1)
- Gordon Howard, V conte di Effingham, nobile britannico (n. 1873 - † 1946)

## Nuotatori(1)
- Gordon Downie, ex nuotatore britannico (n. 1955)

## Oncologi(1)
- Gordon Hamilton-Fairley, oncologo australiano (Londra, n. 1930 - Londra, † 1975)

## Pallanuotisti(1)
- Gordie Hall, ex pallanuotista statunitense (Long Beach, n. 1935)

## Pattinatori di velocità su ghiaccio(1)
- Gordon Audley, pattinatore di velocità su ghiaccio canadese (Winnipeg, n. 1928 - † 2012)

## Percussionisti(1)
- Gordon Stout, percussionista, compositore e docente statunitense (Wichita, n. 1952)

## Pianisti(1)
- Gordon Beck, pianista e compositore britannico (Brixton, n. 1936 - Ely, † 2011)

## Piloti automobilistici(2)
- Gordon Johncock, ex pilota automobilistico statunitense (Hastings, n. 1937)
- Gordon Smiley, pilota automobilistico statunitense (Omaha, n. 1946 - Indianapolis, † 1982)

## Politici(5)
- Gordon Adam, politico e ingegnere britannico (Carlisle, n. 1934)
- Gordon Richard England, politico statunitense (Baltimora, n. 1937)
- Doug Jones, politico e avvocato statunitense (Fairfield, n. 1954)
- Gordon Smith, politico statunitense (Pendleton, n. 1952)
- Gordon St. Angelo, politico statunitense (Huntingburg, n. 1927 - Indianapolis, † 2011)

## Produttori cinematografici(1)
- Reid Carolin, produttore cinematografico e sceneggiatore statunitense (Lake Forest, n. 1982)

## Psicologi(2)
- Gordon Allport, psicologo statunitense (Montezuma, n. 1897 - † 1967)
- Gordon Neufeld, psicologo e psicoterapeuta canadese (n. 1946)

## Registi(5)
- Gordon Davidson, regista statunitense (New York, n. 1933 - Los Angeles, † 2016)
- Gordon Douglas, regista statunitense (New York, n. 1907 - Los Angeles, † 1993)
- Gordon Hessler, regista e produttore cinematografico britannico (Berlino, n. 1925 - Londra, † 2014)
- Gordon Hunt, regista, doppiatore e attore statunitense (Pasadena, n. 1929 - Los Angeles, † 2016)
- Gordon Parks, regista, sceneggiatore e attore statunitense (Fort Scott, n. 1912 - New York, † 2006)

## Rugbisti a 15(4)
- Gordon Brown, rugbista a 15 britannico (Troon, n. 1947 - Troon, † 2001)
- Gordon Bulloch, rugbista a 15 britannico (Glasgow, n. 1975)
- Gordon D'Arcy, ex rugbista a 15 irlandese (Wexford, n. 1980)
- Gordon Ross, rugbista a 15 scozzese (Edimburgo, n. 1978)

## Sceneggiatori(1)
- Gordon Dahlquist, sceneggiatore e scrittore statunitense (Seattle, n. 1961)

## Scenografi(1)
- Gordon Wiles, scenografo e regista statunitense (St. Louis, n. 1904 - Los Angeles, † 1950)

## Sciatori alpini(1)
- Gordi Eaton, ex sciatore alpino e allenatore di sci alpino statunitense (Littleton, n. 1939)

## Scrittori(5)
- Gordon Burn, scrittore britannico (Newcastle upon Tyne, n. 1948 - † 2009)
- Gordon R. Dickson, scrittore e autore di fantascienza statunitense (Edmonton, n. 1923 - Richfield, † 2001)
- Gordon Doherty, scrittore scozzese (Glasgow, n. 1978)
- Randall Garrett, scrittore statunitense (Lexington, n. 1927 - † 1987)
- Gordon Lish, scrittore statunitense (Hewlett, n. 1934)

## Slittinisti(2)
- Gordon Porteus, ex slittinista britannico (n. 1935)
- Gordon Sheer, ex slittinista statunitense (White Plains, n. 1971)

## Tennisti(1)
- Gordon Forbes, tennista sudafricano (Burgersdorp, n. 1934 - Plettenberg Bay, † 2020)

## Triplisti(1)
- George Avery, triplista australiano (n. 1925 - † 2006)

## Trombonisti(1)
- Don Lang, trombonista e cantante britannico (Halifax, n. 1925 - Londra, † 1992)

## Urbanisti(1)
- Gordon Cullen, urbanista britannico (Bradford, n. 1914 - Londra, † 1994)

## Velocisti(1)
- Gordon Day, ex velocista sudafricano (Alexander Bay, n. 1936)